# Scévole de Sainte-Marthe (1536-1623)
Gaucher de Sainte-Marthe, detto Scévole de Sainte-Marthe (Loudun, 2 febbraio 1536 – Loudun, 29 marzo 1623), è stato un poeta, umanista e politico francese.

## Biografia
Gaucher II de Sainte-Marthe, detto Scévole I (per distinguerlo dal figlio Gaucher III, detto Scévole II, 1571-1650), nacque in una famiglia di celebri umanisti e studiosi francesi. Scévole I è ritenuto uno dei più illustri rappresentanti della fioritura intellettuale che si ebbe in Francia alla fine del XVI secolo. Oltre che poeta fu un uomo politico e uomo d'armi: giurista di valore lottò contro la Lega, cooperando validamente a riportare il Poitou sotto il potere regio; fu inoltre sindaco di Poitiers (1579-1580) e controllore delle finanze francesi. 
Scrisse versi in lingua francese, nello stile della Pléiade, e versi in lingua latina; fu autore in particolare un grande poema in latino sull'educazione dei bambini (Paidotrophia). I suoi versi furono molto apprezzati da Pierre de Ronsard e da Étienne Pasquier; la sua eloquenza lo rese famoso alla corte di Enrico IV.

## Scritti (selezione)
- Scaevolae Sammarthani Paedotrophiae, sive De puerorum educatione. Libri tres, Londini: impensis Bowyer, ad insigne rosae, Platea Ludgate-street juxta porticum Occidentalem Ecclesiae Divi Pauli, 1708.
- Opera latina et gallica, riedizione dell'edizione di Parigi del 1633, Ginevra: Slatkine Reprints, 2010